# 伊洛夫卡农村居民点
伊洛夫卡农村居民点（俄语：Иловское сельское поселение）是俄罗斯联邦别尔哥罗德州阿列克谢耶夫卡区所属的一个农村居民点。其下辖有1个居民点，行政中心为伊洛夫卡。据2016年统计，该农村居民点的人口为2922人。